# Férfi ugrásgyakorlat a 2008. évi nyári olimpiai játékokon
A 2008. évi nyári olimpiai játékokon a torna férfi ugrásgyakorlat versenyszámának selejtezőjét augusztus 9-én míg döntőjét augusztus 18-án rendezték.

## Eredmények
Az eredmények pontban értendők. A rövidítések jelentése a következő:
- Q: továbbjutás helyezés alapján
- R: tartalék versenyző

### Selejtező
A selejtező első nyolc helyezettje jutott a döntőbe.
| H   | Név                    | Nemzet                 | első ugrás | első ugrás | első ugrás | első ugrás | második ugrás | második ugrás | második ugrás | második ugrás | Össz   | Mj |
| H   | Név                    | Nemzet                 | A          | B          | bünt       | Össz       | A             | B             | bünt          | Össz          | Össz   | Mj |
| --- | ---------------------- | ---------------------- | ---------- | ---------- | ---------- | ---------- | ------------- | ------------- | ------------- | ------------- | ------ | -- |
| 1.  | Marian Drăgulescu      | Románia (ROU)          | 7,000      | 9,625      |            | 16,625     | 7,200         | 9,700         |               | 16,900        | 16,762 | Q  |
| 2.  | Thomas Bouhail         | Franciaország (FRA)    | 7,000      | 9,625      |            | 16,625     | 7,000         | 9,700         |               | 16,700        | 16,662 | Q  |
| 3.  | Leszek Blanik          | Lengyelország (POL)    | 7,000      | 9,700      |            | 16,700     | 7,000         | 9,475         |               | 16,475        | 16,587 | Q  |
| 4.  | Dzmitrij Kaszpjarovics | Fehéroroszország (BLR) | 7,000      | 9,500      |            | 16,500     | 7,000         | 9,675         |               | 16,675        | 16,587 | Q  |
| 5.  | Flavius Koczi          | Románia (ROU)          | 7,000      | 9,600      |            | 16,600     | 7,000         | 9,575         |               | 16,575        | 16,587 | Q  |
| 6.  | Anton Golocuckov       | Oroszország (RUS)      | 7,000      | 9,550      |            | 16,550     | 7,000         | 9,600         |               | 16,600        | 16,575 | Q  |
| 7.  | Benoît Caranobe        | Franciaország (FRA)    | 7,000      | 9,500      |            | 16,500     | 7,000         | 9,375         |               | 16,375        | 16,437 | Q  |
| 8.  | Isaac Botella          | Spanyolország (ESP)    | 6,600      | 9,450      |            | 16,050     | 6,600         | 9,500         |               | 16,100        | 16,075 | Q  |
| 9.  | Kyle Shewfelt          | Kanada (CAN)           | 6,600      | 9,750      |            | 16,350     | 6,200         | 9,550         |               | 15,750        | 16,050 | R  |
| 10. | Fabian Hambüchen       | Németország (GER)      | 6,600      | 9,700      |            | 16,300     | 6,200         | 9,575         |               | 15,775        | 16,037 | R  |
| 11. | Vlászisz Márasz        | Görögország (GRE)      | 6,600      | 9,425      | -0,100     | 15,925     | 7,000         | 9,050         |               | 16,050        | 15,987 | R  |
| 12. | Matteo Angioletti      | Olaszország (ITA)      | 7,000      | 9,500      |            | 16,500     | 6,600         | 8,675         |               | 15,275        | 15,887 |    |
| 13. | Luis Rivera            | Puerto Rico (PUR)      | 6,600      | 9,625      |            | 16,225     | 6,600         | 8,700         | -0,100        | 15,200        | 15,712 |    |
| 14. | Jang Thejong           | Dél-Korea (KOR)        | 7,000      | 9,000      |            | 16,000     | 7,000         | 8,450         | -0,400        | 15,050        | 15,525 |    |
| 15. | Daniel Popescu         | Románia (ROU)          | 7,000      | 9,500      | -0,100     | 16,400     | 5,400         | 8,825         | -0,100        | 14,125        | 15,262 |    |
| 16. | Nasván al-Harázi       | Jemen (YEM)            | 6,200      | 9,200      |            | 15,400     | 6,200         | 8,900         |               | 15,100        | 15,250 |    |

### Döntő
| H     | Név                    | Nemzet                 | első ugrás | első ugrás | első ugrás | első ugrás | második ugrás | második ugrás | második ugrás | második ugrás | Össz   | Mj |
| H     | Név                    | Nemzet                 | A          | B          | bünt       | Össz       | A             | B             | bünt          | Össz          | Össz   | Mj |
| ----- | ---------------------- | ---------------------- | ---------- | ---------- | ---------- | ---------- | ------------- | ------------- | ------------- | ------------- | ------ | -- |
| Arany | Leszek Blanik          | Lengyelország (POL)    | 7,000      | 9,600      |            | 16,600     | 7,000         | 9,475         |               | 16,475        | 16,537 |    |
| Ezüst | Thomas Bouhail         | Franciaország (FRA)    | 7,000      | 9,575      |            | 16,575     | 7,000         | 9,500         |               | 16,500        | 16,537 |    |
| Bronz | Anton Golocuckov       | Oroszország (RUS)      | 7,000      | 9,500      |            | 16,500     | 7,000         | 9,450         |               | 16,450        | 16,475 |    |
| 4.    | Marian Drăgulescu      | Románia (ROU)          | 7,000      | 9,800      |            | 16,800     | 7,200         | 8,750         | -0,300        | 15,650        | 16,225 |    |
| 5.    | Benoît Caranobe        | Franciaország (FRA)    | 7,000      | 9,375      | -0,100     | 16,275     | 7,000         | 8,950         | -0,100        | 15,850        | 16,062 |    |
| 6.    | Dzmitrij Kaszpjarovics | Fehéroroszország (BLR) | 7,000      | 9,300      |            | 16,300     | 7,000         | 8,900         | -0,100        | 15,800        | 16,050 |    |
| 7.    | Flavius Koczi          | Románia (ROU)          | 7,000      | 8,800      | -0,300     | 15,500     | 7,000         | 9,350         |               | 16,350        | 15,925 |    |
| 8.    | Isaac Botella          | Spanyolország (ESP)    | 6,600      | 9,475      |            | 16,075     | 6,600         | 9,100         | -0,300        | 15,400        | 15,737 |    |